# Assassin’s Creed
Assassin’s Creed – przygodowa gra akcji stworzona przez studio Ubisoft Montreal i wydana w listopadzie 2007 roku na konsole PlayStation 3, Xbox 360 oraz w kwietniu 2008 roku na platformę Microsoft Windows. Akcja tytułu toczy się naprzemiennie w dwóch okresach czasowych: podczas III wyprawy krzyżowej, w roku 1191 oraz na początku września 2012 roku. Gracz wciela się w członka bractwa asasynów znanego jako Altaïr Ibn-La’Ahad, którego celem jest wyeliminowanie dziewięciu postaci propagujących wyprawy krzyżowe i odpowiedzialnych za cierpienia wielu ludzi. Gracz odwiedza pięć historycznych miejsc: Jerozolimę, Damaszek, Akkę, Masjaf oraz Arsuf.
Produkcja dała początek całej serii, która została wydana na konsole stacjonarne i przenośne oraz komputery osobiste. Wydano również książki, komiksy i filmy, które związane są z uniwersum Assassin’s Creed.

## Fabuła

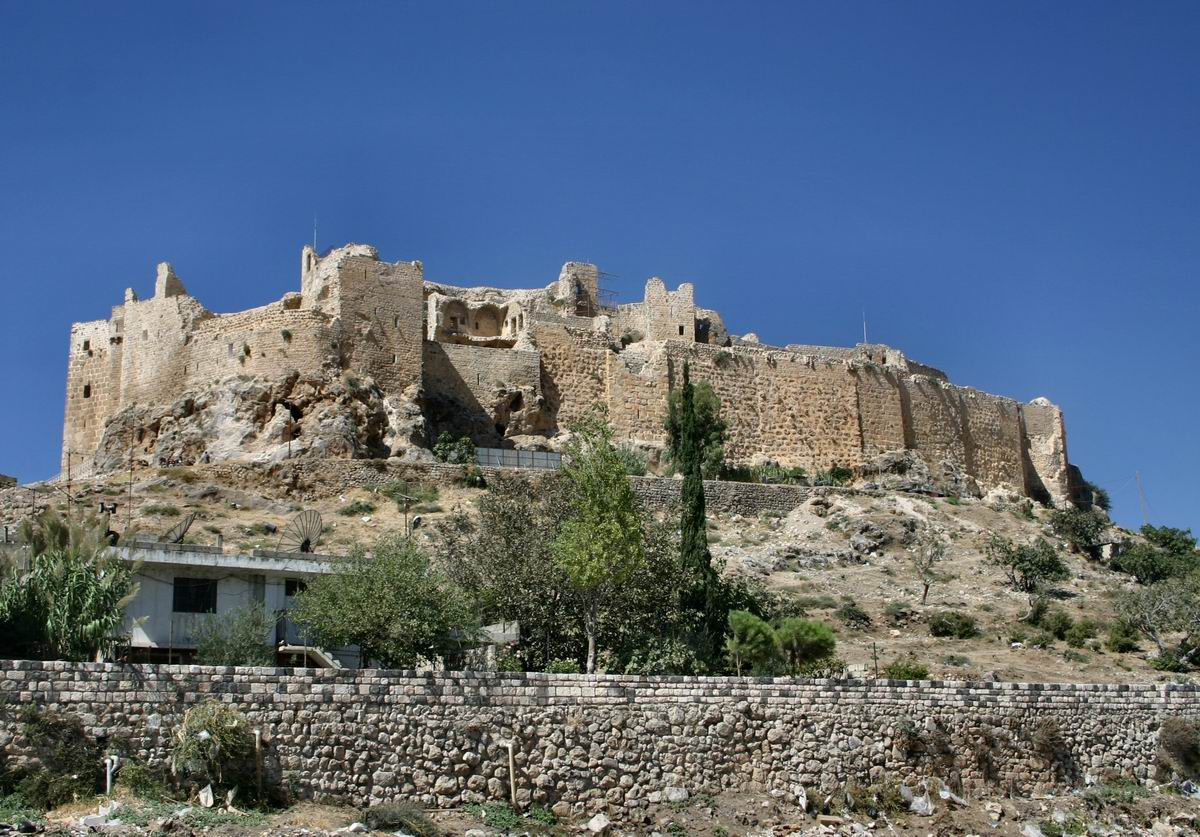
Masyfar (zamek z wieloma wieżami, otoczony połyskującymi rzekami, stał na czele tętniącej życiem wioski poniżej, osady będącej najwyższym punktem w dolinie Orontes.).

Głównym bohaterem gry jest Desmond Miles żyjący w XXI wieku. Jest on zwykłym barmanem, który pewnego dnia zostaje porwany przez tajemniczą organizację Abstergo Industries i umieszczony w Animusie – maszynie, która służy do odczytywania pamięci genetycznej przodków. Szybko okazuje się, że Abstergo to współczesny zakon templariuszy, którzy prowadzą walkę ze swoimi odwiecznymi wrogami, asasynami. Desmond zostaje zmuszony do korzystania z Animusa i wciela się w życie swojego przodka Altaïra. Gracz przenosi się do 1191 roku i wykonuje misje jako Altaïr.

## Rozgrywka
Rozgrywkę charakteryzuje duża interaktywność z otoczeniem. Mieszkańcy miast reagują na gracza w zależności od jego poczynań. Jeśli postać gracza, przeciskając się przez tłum lekko kogoś odepchnie, prawdopodobnie będzie to zignorowane, jeśli natomiast rzuci kogoś na ziemię i go zabije, mieszkańcy mogą zacząć atakować zabójcę lub uciekać, by wezwać straż. Ludzie mogą być również podejrzliwi, a nawet zawiadomić straż, jeśli gracz zwisa z dużej wysokości lub biega po dachach.
Ważnym elementem rozgrywki jest także umiejętność wtopienia się w tłum. Można zrobić to np. wtapiając się w tłum kapłanów i rozpocząć modlitwę, co nie wzbudza niczyich podejrzeń, aby znienacka zaatakować odpowiednią osobę i zadać jej śmiertelny cios. Istnieją także inne sposoby na uniknięcie konfrontacji ze strażą – bohater ma możliwość schowania się do stogu siana czy udawania zwykłego cywila, siedząc na ławce.
W grze występuje również oryginalny system walki. Opiera się on na atakach i kontratakach wymierzanych po ciosach przeciwnika. Siłę oraz szybkość ciosów można regulować. Tak samo jest z przeciwnikami – walkę należy prowadzić tak długo, aż któraś ze stron popełni błąd i przyjmie pchnięcie.
Jednym z najistotniejszych elementów rozgrywki jest wspinanie się. Podczas gry gracz ma możliwość włączenia swobodnego biegu, dzięki czemu Altaïr nabiera prędkości i sam wybiera odpowiednią drogę poprzez wchodzenie na budynki czy akrobacje na elementach środowiska. Ten pozornie łatwy element całkowicie może odmienić drogę do likwidacji celu, dając graczowi dużą swobodę działania.
System sterowania został rozwinięty i zmieniony względem innych tego typu produkcji. Każdy przycisk odpowiada konkretnej części ciała. Możliwe są także liczne kombinacje, dzięki czemu pozornie niewinne popchnięcie przy odpowiedniej sytuacji i inwencji gracza może być mocnym uderzeniem, niekiedy źle odbieranym przez inne postacie. Ubisoft rozbudował swój pomysł poprzez dwa zestawy ruchów. W podstawowej postawie poczynania bohatera są delikatne i powolne, co umożliwia wtopienie się w tłum (niski status), przytrzymując jednak odpowiedni przycisk, Altaïr zmienia siłę i typ czynności, czyniąc np. zwykły krok spacerowy sprintem (wysoki status) Taka czynność znacznie ułatwia poruszanie po świecie, wzbudza jednak podejrzenia i jest źle odbierana przez przechodniów i siły porządkowe.
Bohater dysponuje różnymi rodzajami broni. Głównym orężem jest jednoręczny miecz, a narzędziem likwidowania celu ukryty sztylet. Wraz z postępem w grze gracz otrzymuje liczne ulepszenia, np. noże do rzucania, większą ich ilość, potężniejsze miecze czy nowe umiejętności walki oraz wspinaczki. Altaïr miał także być wyposażony w kuszę (co widać w intro), jednak ze względów historycznych zrezygnowano z tego.
Warto również dodać, że cała osadzona w XII wieku akcja jest tylko swego rodzaju projekcją wytwarzaną przez urządzenie zwane Animusem i oglądaną przez współczesnego potomka bohatera gry. Rozwiązanie takie pozwala m.in. na przenoszenie gracza do określonego momentu wspomnienia w celu kontynuowania misji.
Na konsole Xbox 360 i PlayStation 3 gra wydana została 13 listopada 2007 roku, na komputery osobiste zaś 8 kwietnia 2008. Dystrybutorem gry w Polsce jest Cenega, która 23 listopada 2007 roku wydała ją w angielskiej wersji językowej na konsole, 18 kwietnia 2008 ukazała się zaś pełna polska wersja na platformę Microsoft Windows.

## Odbiór gry
Gra spotkała się w większości z pozytywnym przyjęciem, jednak część krytyków podkreślała w swoich recenzjach wady produktu. Eurogamer przyznał grze dobrą ocenę, zauważając, że rozgrywka w grze pozostaje praktycznie taka sama przez całą grę, przez co staje się trochę nudna i monotonna. Najczęściej stawiane grze zarzuty to powtarzalność misji i ich mała różnorodność oraz uproszczony system walki. Powszechnie krytykowany był też nagły sposób zakończenia gry, który pozostawiał wiele nierozwiązanych kwestii. Z drugiej strony recenzenci podkreślali poczucie otwartości miast przedstawionych w grze, schemat poruszania postaci i animacje, dobre połączenie kilku sposobów rozgrywki, stronę graficzną i wizualną, fabułę i dbałość twórców o detale.

### Nagrody
Gra zdobyła wiele nagród na długo przed premierą, głównie podczas E3 2006:
Game Critics Awards
- Best Action/Adventure Game[9]

IGN
- Best Action Game, PS3 Game of the Show, Best PS3 Action Game, Best PS3 Graphics
- Nominacja w kategorii Game of the Show, Best Graphics Technology

GameSpy
- Best PS3 game of the show

GameSpot
- Best PS3 game of the show

Gametrailers
- Best of Show

1UP
- Best PS3 game

Hyper 2007
- Najlepsza gra konsolowa 2007 roku

## Dubbing
| Polski dubbing             | Postać               | Oryginalny dubbing     |
| -------------------------- | -------------------- | ---------------------- |
| Jacek Kopczyński           | Altaïr Ibn-La’Ahad   | Philip Shahbaz         |
| Daniel Olbrychski          | Al-Mualim            | Peter Renaday          |
| Marcin Perchuć             | Desmond Miles        | Nolan North            |
| Jan Kulczycki              | Warren Vidic         | Phil Proctor           |
| Monika Kwiatkowska-Dejczer | Lucy Stillman        | Kristen Bell           |
| Barbara Kałużna            | Animus               | Jenifer Segun          |
| Borys Szyc                 | Malik Al-Sayf        | Haaz Sleiman           |
| Jarosław Boberek           | Tamir                | Ammar Daraiseh         |
| Krzysztof Kowalewski       | Abul Nu'qoud         | Fred Tatasciore        |
| Jacek Bończyk              | Talal                | Jake Eberly            |
| Wojciech Paszkowski        | Robert de Sablé      | Jean-Philppe Dandenaud |
| Cezary Nowak               | Ryszard I Lwie Serce | Marcel Jeanin          |

Źródło: Dubscore.pl